# Буслаєв Федір Іванович
Фе́дір Іва́нович Бусла́єв (нар. 13 (25) квітня 1818, Керенськ, тепер с. Вадинськ Пензенської області — 31 липня (12 серпня) 1897, селище Любліно, тепер у складі Москви) — російський філолог і мистецтвознавець, академік Петербурзької академії наук з 1860.

## Біографія
Народився на території історичної Мокшанії. Закінчив 1838 Московський університет, його професор 1847 — 1881. Автор досліджень з мовознавства, в яких намагався встановити зв'язок історії мови з життям народу, його звичаями, віруваннями, обрядами, переказами («Про викладання вітчизняної мови», ч. 1 — 2, 1844; «Нарис історичної граматики російської мови», ч. 1 — 2, 1858 тощо).
Багато зробив для вивчення пам'яток давньоруської літератури та мистецтва («Історична хрестоматія церковнослов'янської і давньоруської мов», 1861; «Російський лицевий апокаліпсис», т. 1 — 2, 1884, та інші).

## Російський фольклор
Буслаєву належать численні дослідження про російський фольклор, літературу і мистецтво («Про народну поезію в давньоруській літературі», 1859; «Історичні нариси російської народної словесності й мистецтва», т. 1 — 2, 1861, та ін.).
У фольклорних працях виступав спочатку як представник міфологічної школи, пізніше став прибічником запозичення теорії (стаття «Мандрівні повісті та оповідання», 1874). Нариси Буслаєва про західноєвропейський епос та міфологію ввійшли до збірки «Народна поезія» (1887).
Досліджував іконопис.

## Український фольклор
Буслаєв цікавився українським фольклором. У статті «Про епічні вирази української поезії» (1850) — рецензії на «Збірник українських пісень» М. Максимовича (1849) — Буслаєв розглянув лексику й фразеологію української народної поезії в порівнянні з лексикою й фразеологією «Слова о полку Ігоревім», а також чеських і скандинавських пам'яток.
Використовува у своїх працях матеріали «Запорожской старины» І. І. Срезнєвського.

## Твори
- Сочинения, т. 1 — 3. СПБ — Л., 1908 — 1930.